# Cygnus Solutions
Cygnus Solutions, originalmente Cygnus Support, foi fundada em 1989 por John Gilmore, Michael Tiemann e David Henkel-Wallace para prover suporte comercial ao software livre.
No documentário Revolution OS feito em 2001, Tiemann indica que o nome "Cygnus" foi escolhido entre vários nomes que incorporavam a sigla GNU. Seu lema era: Making free software affordable.
Em 15 de novembro de 1999, Cygnus Solutions anunciou sua fusão com a Red Hat, efetivada em 2000.